# Demydove
Demydove  (ucraniano: Демидове) es una localidad del Raión de Berezivka en el Óblast de Odesa de Ucrania. Según el censo de 2001, tiene una población de 1029 habitantes.